# Греко-уругвайские отношения
Греко-уругвайские отношения — двусторонние дипломатические отношения между Грецией и Уругваем. Обе страны установили дипломатические отношения в 1928 году. Греция имеет посольство в Монтевидео, а Уругвай в Афинах.

## Двусторонние соглашения
- Культурное Соглашение (1957 года, вступило в силу, в 1967 году).
- Соглашение о социальном обеспечении (1994 года, вступило в силу, в 1997 году).
- Соглашение о взаимной отмене виз для дипломатических и служебных паспортов (1994 года, вступило в силу, в 1997 году).